# Buddleja davidii
Buddleja davidii é uma espécie de planta com flor pertencente à família Buddlejaceae. 
A autoridade científica da espécie é Franch., tendo sido publicada em Nouvelles archives du muséum d'histoire naturelle, sér. 2 10: 65. 1887.
Os seus nomes comuns são budleia ou flor-de-mel.

## Portugal
Trata-se de uma espécie presente no território português, nomeadamente em Portugal Continental.
Em termos de naturalidade é nativa da região atrás indicada.

## Protecção
Não se encontra protegida por legislação portuguesa ou da Comunidade Europeia.